# جيمس إي. شيبرد
جيمس إي. شيبرد (بالإنجليزية: James E. Shepherd)‏ هو محامي وقاضي أمريكي، ولد في 1847، وتوفي في 1910.